# Dirk Baldinger
Dirk Baldinger (Freiburg im Breisgau, 27 augustus 1971) is een Duits voormalig professioneel wielrenner. Hij reed voor onder meer Polti en Team Telekom. Baldinger was in 1994 Duits kampioen bij de amateurs.
Tijdens zijn eerste Ronde van Frankrijk, in 1995, was hij betrokken bij een grote valpartij in de vijftiende etappe tijdens de afdaling van de Col de Portet-d'Aspet. Hij liep hierbij enkele botbreuken op, maar de valpartij is vooral bekend omdat deze de Italiaanse wielrenner Fabio Casartelli het leven kostte.

## Belangrijkste overwinningen
1994
- Duits kampioen op de weg, Amateurs
- Eindklassement Giro delle Regioni

## Resultaten in voornaamste wedstrijden
| Jaar | Ronde van Italië | Ronde van Frankrijk | Ronde van Spanje |
| ---- | ---------------- | ------------------- | ---------------- |
| 1995 | opgave           | opgave              |                  |
| 1996 | 56e              | opgave              |                  |
| 1997 |                  |                     |                  |
| 1998 |                  |                     | opgave           |
| 1999 |                  |                     | 102e             |

| Jaar | Milaan-San Remo | Gent-Wevelgem | Ronde van Vlaanderen | Amstel Gold Race | Luik-Bast.‑Luik |
| ---- | --------------- | ------------- | -------------------- | ---------------- | --------------- |
| 1995 |                 | 112e          |                      |                  | 68e             |
| 1996 |                 |               |                      |                  |                 |
| 1997 |                 | 18e           | 62e                  | 18e              | 27e             |
| 1998 | 87e             | 60e           |                      |                  | 67e             |
| 1999 |                 |               |                      |                  |                 |